# Naturita
Naturita is een plaats (town) in de Amerikaanse staat Colorado, en valt bestuurlijk gezien onder Montrose County.

## Demografie
Bij de volkstelling in 2000 werd het aantal inwoners vastgesteld op 635.
In 2006 is het aantal inwoners door het United States Census Bureau geschat op 659, een stijging van 24 (3,8%).

## Geografie
Volgens het United States Census Bureau beslaat de plaats een oppervlakte van
1,9 km², geheel bestaande uit land. Naturita ligt op ongeveer 1648 m boven zeeniveau.

## Plaatsen in de nabije omgeving
De onderstaande figuur toont nabijgelegen plaatsen in een straal van 64 km rond Naturita.